# Boots Randolph
Homer Louis Randolph III (3 de junho de 1927 - 3 de julho de 2007)  foi um saxofonista que gravou músicas no final dos anos 50 e teve o seu maior sucesso em 1963 com "Yakety Sax", inspirado no hit de 1958 do conjunto The Coasters "Yakety Yak".

## Início e carreira
Randolph tocou na banda do Exército na época da Segunda Guerra Mundial, depois participou da banda Dink Welch's Kopy Kats e mais tarde, em Decatur, formou seu grupo.
O saxofonista participou das gravações para a trilha sonora de oito filmes de Elvis Presley e também tocou nas músicas: Oh, Pretty Woman de Roy Orbison, Little Queenie de REO Speedwagon, Java de Al Hirt e mais.
Em 1958, foi gravado na RCA os singles "Percolator" e "Yakety Sax" (escrita por Randolph e "Spider" Rich), mas nenhum dos discos dessa gravadora venderam muito. Outros lançamentos dos anos 50 e 60 incluem, Difficult em 1958, Sweet Talk em 1959, Temptation de mesmo ano, Big Daddy em 1960,duas músicas (Hey! Daddy, Daddy e Fancy Dan) em 1961 e The Happy Wishtler de mesmo ano.
O álbum de 1960 "Boots Randolph's Yakety Sax" incluiu singles do início da carreira do músico, como uma versão de "Sleep Walk", gravada por Santo & Johnny em 1959.

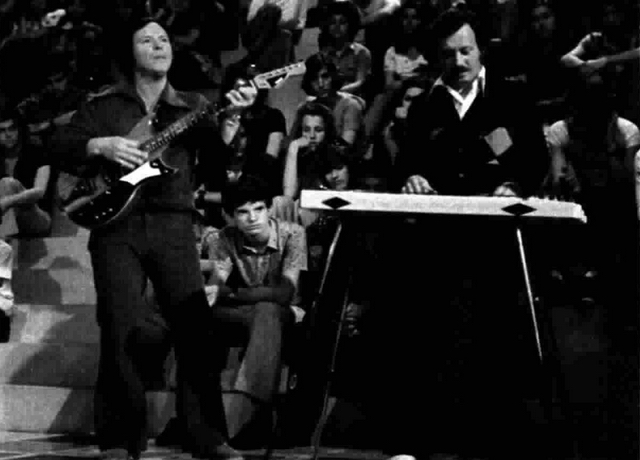
Santo & Johnny

Boots regravou "Yakety Sax" em 1963 e ficou famoso. A versão pode ser ouvida em vários programas de TV como The Benny Hill Show e outros.
Vários músicos regravaram o instrumental como Chet Atkins com o nome "Yakety Axe" em 1965 e Buddy Lucas em 1967.
Randolph também foi conhecido por "Hey, Mr. Sax Man" de 1964, mais tarde "Temptation"  e "The Shadow Of Your Smile" em 1966.
Depois, abriu um clube onde se apresentava.
O saxofonista participou do grupo The Nashville A-Team, com outros músicos como: Floyd Cramer, pianista famoso e Chet Atkins, guitarrista conhecido.

## Anos 2000
"Boots" Randolph continuou se apresentando e lançou álbuns como: "Songs for the Spirit" em 2000 e "A Whole New Ballgame" em 2007.
Em 3 de julho de 2007, Randolph morreu de hemorragia cerebral aos 80 anos.